# Gubaševo
 Gubaševo  falu Horvátországban Krapina-Zagorje megyében. Közigazgatásilag Zabokhoz  tartozik.

## Fekvése
Zágrábtól 25 km-re északra, községközpontjától  3 km-re délnyugatra Horvát Zagorje és a megye déli részén az A2-es autópálya közelében fekszik. 

## Története
A település neve a 16. században tűnik fel először, amikor birtokosai a Gubasóczi grófok a Babics családnak adnak el itt földet. Nevét vélhetően első birtokosairól a Gubasócziakról kapta, akik a 16. századtól táblabírákat, zágrábi kanonokokat, udvari kancellárt és számos magas tisztséget betöltő hivatalnokot adtak az országnak. A településnek 1857-ben 330, 1910-ben 328 lakosa volt. Trianonig Varasd vármegye Klanjeci járásához tartozott. Fejlődése csak a második világháború után indult meg. Közigazgatásilag Veliko Trgovišće községhez tartozott és a közigazgatás átszervezése után az 1990-es években csatolták Zabok községhez.  2001-ben 253 lakosa volt.

## Nevezetességei
A falutól délkeletre áll a Gjalski család gredicei kastélya, mely a 18. század utolsó harmadában épült. Elődje a Gubasócziak fából épített kúriája volt. Tulajdonosai a Gubasóczi és a Komáromy családok voltak, majd 1813-ban a Babics családé lett. Itt született 1854-ben Ksaver Šandor Gjalski neves horvát író és itt is halt meg 1935-ben. Ma kastélyszálló működik benne.

## Külső hivatkozások
- Zabok hivatalos oldala
- A zaboki Szent Ilona plébánia honlapja
- A Gjalski kastélyszálló honlapja